# 129338 Andrewlowman
129338 Andrewlowman este o planetă minoră (asteroid), cu un diametru de 4,129 km, din centura de asteroizi. A fost descoperită pe 23 octombrie 2005 la Catalina Station⁠(d) de Catalina Sky Survey. 
Obiectul prezintă o orbită caracterizată de o semiaxă mare de 3,0622970283042 UAi, o excentricitate de 0,1, o înclinație de 7,8 ° în raport cu ecliptica.